# The Gamblers (film 1914)
The Gamblers è un film muto del 1914 diretto da George W. Terwilliger e prodotto dalla Lubin. La sceneggiatura si basa sull'omonimo lavoro teatrale di Charles Klein, andato in scena in prima a Broadway il 31 ottobre 1910 con protagonista Jane Cowl.

## Trama
Anche se è innamorata di Wilbur Emerson, Catherine Spencer sposa invece l'avvocato James Darwin. Quando però l'avvocato scopre che la moglie è stata innamorata di un altro, la cosa provoca in lui una folle gelosia. Wilbur, deciso ad accumulare velocemente una fortuna, si mette a speculare usando i fondi della banca dove lui lavora, ma viene incriminato in seguito a un'indagine condotta da Darwin, che produce delle false prove fornite da tale Cowper, un azionista. Da quest'ultimo, Wilbur ottiene una confessione nella quale l'uomo rivela che i documenti autentici, quelli che possono smentire le false prove prodotte da Darwin, si trovano nascosti nello studio dell'avvocato; Wilbur, allora, si reca da Darwin, a cercarvi le prove, ma lì incontra Catherine. I due vengono sorpresi insieme da Darwin che si convince che la moglie si sia in precedenza accordata con Wilbur per darsi lì un appuntamento segreto.

Alla fine, Wilbur accetterà di prendersi la responsabilità delle perdite finanziarie della banca. Catherine, dopo aver chiesto il divorzio da Darwin, resterà ad aspettare che Wilbur, scontata la sua pena, esca dal carcere.

## Produzione
Il film fu prodotto dalla Lubin Manufacturing Company.

## Distribuzione
Il copyright del film, richiesto dalla Lubin Mfg. Co., fu registrato il 9 marzo 1914 con il numero LU2343. Distribuito dalla General Film Company, il film uscì nelle sale statunitensi il 4 maggio 1914.
Non si conoscono copie ancora esistenti della pellicola che viene considerata presumibilmente perduta.